# Holothuria maculosa
Holothuria maculosa is een zeekomkommer uit de familie Holothuriidae.
De wetenschappelijke naam van de soort werd in 1913 gepubliceerd door J. Pearson.